# بريات مختلفة
بَرِّيّات مختلفة (الاسم العلمي: Heteragrionidae)، فصيلة حشرات من مقترنات الأجنحة ورتبة اليعسوبيات. تحتوي على الأقل جنسان وأكثر من 50 نوعًا موصوفًا، توجد بشكل رئيسي في أمريكا الوسطى وأمريكا الجنوبية.

## الأجناس
تضم الفصيلة جنسان:
- بري مختلف Selys, 1862
- Oxystigma Selys, 1862